# Artjom
Artjom (russisch Артём) ist eine Stadt mit 109.556 Einwohnern (Stand 1. Oktober 2021) in der Region Primorje in Russland, 53 km nordöstlich der Pazifik-Metropole Wladiwostok gelegen.
Die Stadt besteht vorwiegend aus ein- bis fünfstöckigen Mehrfamilienhäusern in Ziegel- oder Plattenbauweise. Es gibt aber auch eine verhältnismäßig große Zahl von hölzernen Privathäusern.

## Geschichte
Gegründet wurde der Ort 1924 nahe einer Steinkohlengrube. Diese wurde nach dem Revolutionär Fjodor Sergejew benannt, der unter seinem Decknamen Artjom bekannt war, und auch der Ort trug entsprechend zunächst den Namen Possjolok imeni Artjoma („Artjom-Siedlung“). Die heutige verkürzte Form wurde mit der Verleihung des Status einer Siedlung städtischen Typs am 13. Dezember 1930 offiziell. Am 26. Oktober 1938 wurde dem Ort der Stadtstatus verliehen.
Im Jahr 2004 gab es zahlreiche Eingemeindungen, wodurch die Einwohnerzahl der Stadt von 64.000 auf über 100.000 stieg. Damit wurde Artjom zur Großstadt. Eingemeindet wurden u. a. die städtischen Siedlungen Artjomowski, Sawodskoi und Uglowoje.

## Bevölkerungsentwicklung
| Jahr | Einwohner |
| ---- | --------- |
| 1939 | 34.926    |
| 1959 | 55.531    |
| 1970 | 61.412    |
| 1979 | 68.520    |
| 1989 | 68.887    |
| 2002 | 64.145    |
| 2010 | 102.603   |
| 2021 | 109.556   |

Anmerkung: Volkszählungsdaten

## Wirtschaft und Verkehr
In der Stadt befinden sich mehrere Industrieunternehmen, vorwiegend aus der Konsumgüterbranche (Möbel- und Bekleidungsunternehmen).
Der Kohlebergbau war bislang Basis der örtlichen Wirtschaft. Sie verliert jedoch zusehends an Bedeutung, da die Kohlereserven zur Neige gehen.
Auf dem Stadtgebiet befindet sich der größte Verschiebebahnhof der Region Primorje, Uglowaja: Jährlich werden hier zwölf Millionen Tonnen Güter nach Wladiwostok und 24 Millionen Tonnen nach Nachodka umgeschlagen.
Der Flughafen Wladiwostok befindet sich etwa zwei Kilometer nördlich der Stadt.

## Weiterführende Bildungseinrichtungen
- Filiale der Fernöstlichen Staatlichen Technischen Universität
- Filiale der Fernöstlichen Staatlichen Universität

## Söhne und Töchter der Stadt
- Larissa Kowtanjuk (* 1972), Mathematikerin